# Heart of Steel
Heart of Steel – singel ukraińskiego duetu muzycznego Tvorchi wydany 1 grudnia 2022. Piosenkę skomponowali Jimoh Augustus Kehinde i Andrij Huculiak. Utwór reprezentował Ukrainę w 67. Konkursie Piosenki Eurowizji.

## Tło
Członek duetu Andrij Huculiak rozpoczął komponowanie utworu w 2022 roku podczas oblężenia Azowstalu, a tekst zainspirowany został znalezionymi nagraniami ukraińskiej armii broniącej kombinatu metalurgiczny podczas bitwy o Mariupol. Sama piosenka nawołuje do determinacji, by nie oddać terenu wojskom wroga. Według Huculiaka i Kehinde, piosenka ostrzega przed niebezpieczeństwem wojny jądrowej. W wywiadzie zespół nawiązał do celu powstania Konkursu Piosenki Eurowizji jako jednej z inspiracji dla piosenki, mówiąc: „zajrzeliśmy w przeszłość tego konkursu. [Konkurs Piosenki Eurowizji] powstał po II wojnie światowej, by zjednoczyć Europę. Dziś, gdy niektórzy bawią się groźbami nuklearnymi, nasi ludzie o stalowych sercach chronią całą Europę”. Piosenka ma przesłanie, by nie poddawać się w obliczu przeciwności losu. W oficjalnym teledysku do piosenki ukazany jest portal między rzeczywistością a życiem pozagrobowym, a zespół mówi, że ludzkość wybiera to, co czeka ją w przyszłości.
Kompozycja wygrała finał ukraińskich eliminacji eurowizyjnych Widbir 2023, dzięki czemu będzie reprezentowała Ukrainę w 67. Konkursie Piosenki Eurowizji, organizowanym w maju 2023 roku w Liverpoolu.

## Lista utworów
| Digital download / media strumieniowe | Digital download / media strumieniowe | Digital download / media strumieniowe |
| Nr                                    | Tytuł utworu                          | Długość                               |
| ------------------------------------- | ------------------------------------- | ------------------------------------- |
| 1.                                    | „Heart of Steel”                      | 2:37                                  |

## Notowania
| Kraj    | Notowanie (2023)                 | Najwyższa pozycja |
| ------- | -------------------------------- | ----------------- |
| Ukraina | Tophit City & Country Radio Hits | 81                |